# Oleh Kudryk
Oleh Teodoziyovych Kudryk (Lviv, 17 de octubre de 1996) es un futbolista ucraniano que se desempeña en la posición de  guardameta.

## Trayectoria

### Clubes
Comenzó a jugar al fútbol en el FC Lviv de Ucrania. Luego se trasladó a la academia del FC Shakhtar Donetsk. Participó en el Campeonato Sub-19, en el que consiguió la medalla de bronce y plata en dos temporadas. En la temporada 2014-15, jugó para el equipo Shakhtar Donetsk en la categoría U-21. En 2016, formó parte del equipo oficial.
Hizo su debut con el Shakhtar Donetsk en la Liga Premier de Ucrania en un partido contra el FC Oleksandriya el 31 de mayo de 2017.

### Selección nacional
Fue convocado por primera vez en la selección de fútbol de Ucrania sub-19 en 2016

## Clubes
| Club                 | País                | Año                 | Partidos | Goles |
| -------------------- | ------------------- | ------------------- | -------- | ----- |
| Shajtar Donetsk      | Ucrania             | 2016 - Act.         | 2        | 0     |
| FK Karpaty (cedido)  | Ucrania             | 2019 - 2020         |          |       |
| FC Mariupol (cedido) | Ucrania             | 2020 - 2021         |          |       |
| FC Mariupol          | Ucrania             | 2020 - 2021         |          |       |
| Total en su carrera  | Total en su carrera | Total en su carrera | 5        | 0     |

## Palmarés

### Campeonatos nacionales
| Título                  | Club            | País    | Año  |
| ----------------------- | --------------- | ------- | ---- |
| Liga Premier de Ucrania | Shajtar Donetsk | Ucrania | 2017 |
| Copa de Ucrania         | Shajtar Donetsk | Ucrania | 2017 |
| Supercopa de Ucrania    | Shajtar Donetsk | Ucrania | 2017 |
| Liga Premier de Ucrania | Shajtar Donetsk | Ucrania | 2018 |
| Copa de Ucrania         | Shajtar Donetsk | Ucrania | 2018 |
| Liga Premier de Ucrania | Shajtar Donetsk | Ucrania | 2019 |
| Copa de Ucrania         | Shajtar Donetsk | Ucrania | 2019 |